# Хионосфера
Хиòносфера (от гръцки χιόνι – сняг и σφαίρα – кълбо) се нарича част от тропосферата, в която при благоприятни релефни условия е възможно образуването и съществуването на сняг и лед, независимо дали тя достига до земната повърхност. Когато я достига, образува върху нея снежни полета и ледници. Хионосферата има такава комбинация от топлина и влага, че годишното количество твърди валежи, падащи на хоризонтална и незасенчена повърхност, надвишава намаляването на покривката им върху тази повърхност поради разтопяване и изпарение. Тя обгражда Земята с непрекъсната обвивка с дебелина до 10 km (най-голямата дебелина е в екваториалния пояс и в ниските географски ширини на умерените зони). Горната граница обикновено се намира над нивото на най-високите планини и съответства на нулев баланс на твърди атмосферни валежи (чийто годишен размер обикновено се увеличава в планините до определена височина и след това отново намалява). Долната граница на хионосферата, когато се пресича с планински вериги, образува снежна линия. Увеличава се с отдалечаване от източници на влага и над вътрешните части на платата се намира по-високо, отколкото по наветрените склонове на планините. Във високите географски ширини на южното полукълбо снежната граница се спуска до морското равнище. Езиците на много планински ледници се спускат отвъд границите на хионосферата, а отделни малки ледници, при условия на повишена концентрация на сняг, понякога са изцяло разположени под хионосферата.
Понятието хионосфера е въведено от съветския учен Станислав Калесник през 1939 г. и по-късно е доразвито от него в следващите му трудове.